# Olivia Alaina May
Olivia Alaina May (Fresno, 22 de octubre de 1985) es una actriz, cantante y cantautora estadounidense conocida por ser la protagonista de 18 Year Old Virgin (2009). La mayoría de su trabajo ha sido en películas de cine B, así como en papeles menores en series de televisión por cable. 
Canta en el grupo Isles, así como en el dúo "David and Olivia".

## Filmografía

### Películas
| Año  | Título                                         | Papel                       | Notas                  |
| ---- | ---------------------------------------------- | --------------------------- | ---------------------- |
| 2008 | Blue Skied an' Clear                           | Mariposa                    | Cortometraje           |
| 2008 | Caught in the Action                           | Stripper/Policía encubierta | Película de televisión |
| 2009 | Spread                                         | Fiestera sexy               | No acreditada          |
| 2009 | 18-Year-Old Virgin                             | Katie Power                 |                        |
| 2009 | Lost Tales from Camp Blood: The Director's Cut | Sam                         | Cortometraje           |
| 2009 | Lost Tales from Camp Blood: Part 5             | Sam                         | Cortometraje           |
| 2009 | Lost Tales from Camp Blood: Part 6             | Sam                         | Cortometraje           |
| 2010 | Ouija (One)                                    | Amy                         | Cortometraje           |
| 2010 | The Purest Blue                                | Zoey Thompson               |                        |
| 2011 | Moth Finds a Home                              | La Mujer Feliz              | Cortometraje           |
| 2013 | You Reap What You Love                         | Kate                        | Cortometraje           |
| 2013 | A Sense of Reality                             | Maya                        | Cortometraje           |
| 2015 | Surviving an Active Shooter                    | June                        | Cortometraje           |

### Televisión
| Año  | Título             | Papel                | Notas        |
| ---- | ------------------ | -------------------- | ------------ |
| 2008 | Casanovas          | Chica del sofá       | 1 episodio   |
| 2008 | Co-Ed Confidential | Emmanuelle/Emily     | 13 episodios |
| 2009 | Party Down         | Enfermera            | 1 episodio   |
| 2011 | Mad Love           | Mujer de Dave        | 1 episodio   |
| 2011 | Happy Endings      | Co-Trabajadora Zombi | 1 episodio   |
| 2012 | 2 Broke Girls      | Chica divertida #1   | 1 episodio   |
| 2013 | Masters of Sex     | Mujer del Peep Show  | 1 episodio   |
| 2014 | Faking It          | Gina                 | 1 episodio   |
| 2016 | Westworld          | Prostituta #1        |              |
| 2016 | The Undergrounds   | Yetta                |              |